# Stelis acutiflora
Stelis acutiflora är en orkidéart som först beskrevs av Hipólito Ruiz López och Pav., och fick sitt nu gällande namn av Carl Ludwig von Willdenow. Stelis acutiflora ingår i släktet Stelis och familjen orkidéer. Inga underarter finns listade i Catalogue of Life.